# Brian Moore
Brian Moore (Belfast, 25 augustus 1921 – Malibu (Californië), 10 januari 1999) was een Brits schrijver uit Noord Ierland.
Hij werd geboren in een groot katholiek doktersgezin. Zijn middelbareschooltijd herinnerde hij zich als een ramp. In de Tweede Wereldoorlog trad hij in dienst van het Britse Ministerie voor Oorlogstransporten en was actief in onder meer Algerije, Italië en Frankrijk. 
In 1948 vestigde hij zich in Canada en verwierf het Canadese staatsburgerschap. Vanaf de jaren 50 begon hij te schrijven, waarvoor hij zich altijd afzonderde van zijn gezin en vrienden. In 1964 hertrouwde hij met zijn tweede vrouw, Jean Denney, bij wie hij zich veel gelukkiger voelde. Een jaar later verhuisden ze naar Californië, waar hij in 1999 overleed. 
Zijn meest verkochte roman, Lies of Silence (1990) is een thriller die speelt in Belfast. 
Moore maakte zich zorgen over de waanzin en 'dodelijke ziekte' waar Noord-Ierland volgens hem aan leed. In zijn werk wilde hij op de achtergrond blijven.
- Bibsys: 90074398
- Biblioteca Nacional de España: XX1110779
- Bibliothèque nationale de France: cb11887022b (data)
- CiNii: DA04190429
- Gemeinsame Normdatei: 119010763
- International Standard Name Identifier: 0000 0001 0779 741X
- Library of Congress Control Number: n79063739
- Nationale Bibliotheek van Letland: 000039737
- MusicBrainz: 25fb5efa-413b-4307-82fd-177c713ee2f2
- Bibliotheek van het Japanse parlement: 00471838
- Nationale Bibliotheek van Tsjechië: jn19990005804
- Nationale bibliotheek van Australië: 35912149
- Nationale Bibliotheek van Israël: 987007296792405171
- Nationale en Universitaire bibliotheek Zagreb: 000216753
- Nederlandse Thesaurus van Auteursnamen: 068362277
- Istituto Centrale per il Catalogo Unico: CFIV110478
- LIBRIS: 218043
- SNAC: w61v6zq1
- Système universitaire de documentation: 028489977
- Trove: 1142838
- Virtual International Authority File: 36913224
- WorldCat: E39PBJgrYXQMkkCTWPQpmptdwC